# Stráňa (Potok)

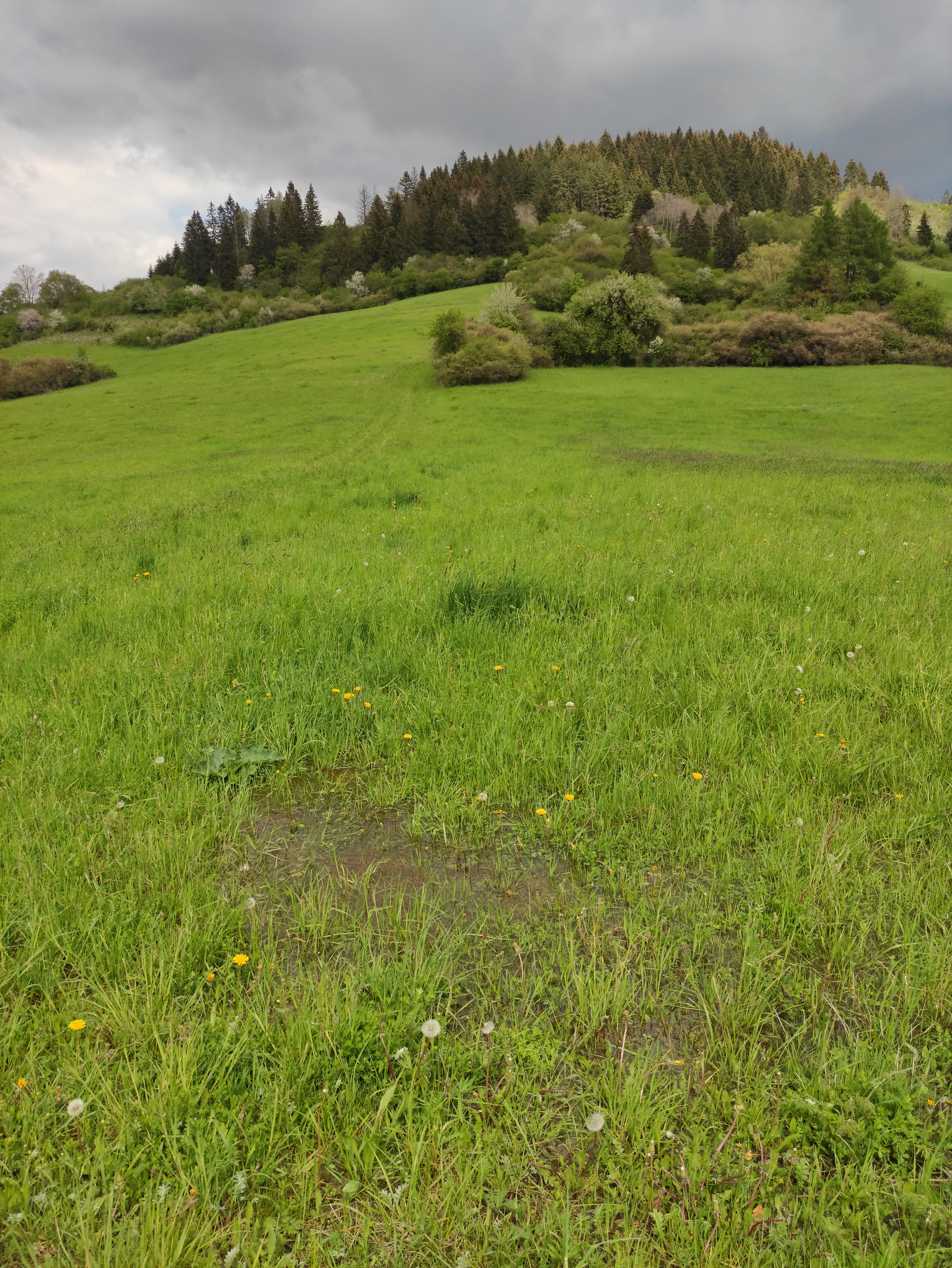
sedlo Stráňa s vodním pramenem (v pozadí je kopec Vlahora)

Stráňa (souřadnice 49°6′21″ s. š., 19°27′7″ v. d.) je malé horské sedlo, které se nachází jihovýchodně od obce Potok (nedaleko od obce Bešeňová nad Vodní nádrží Bešeňová, pod kopcem Vlahora) v okrese Ružomberok v Žilinském kraji na Slovensku. Místo se nachází v lukách u cesty z Potoka do obce Vlachy. V sedle také vyvěrá pramen. Místo nabízí výhledy do okolí Liptovské Mary. Z místa lze pohodlně po louce dojít ke kopci Drienok s vyhlídkou.